# Kliek (kolfspel)
Een kliek is het slaghout met metalen slof waarmee het kolfspel wordt gespeeld.

## Inleiding
Bij het kolfspel komt het voor de korte baan niet aan om de bal zo ver mogelijk te krijgen, maar gaat het vooral op het juiste richten. Zwaar materiaal is daarvoor beter geschikt en al spoedig werden dan ook de oude colfattributen vervangen. De ballen werden groter en de klieken zwaarder. Mogelijk heeft men domweg ervaren dat het precisiespel met de kliek van het ijscolf beter ging. Een speler heeft een eigen kliek nodig om zijn veerkrachtige bal te klappen, niet echt slaan zoals bij colf, maar eigenlijk meer voortschuiven.

## Eigenschappen
De kliek is ongeveer een meter lang en heeft een brede en korte steel, met onder aan de metalen slof, ook wel de kolf genoemd, dat met de steel een stompe hoek vormt. Dit is beschreven als ongeveer een palm lang, bij ruim een vierde breedte (Latijn: palmula = vlakke hand). In de vaak holle kolf wordt lood, in later tijden ook wel hars gegoten. De jongere meer luxe kliek heeft een in messing uitgevoerde kolf.

## Etymologie
Het woord kliek, ook wel klik of klak genoemd, is een zogenoemde klanknabootsing of onomatopee van het geluid dat de slagstok met houten slof maakt bij het slaan of klappen van de bal. Vergelijk het Franse cliquer (= klikken) en claquer (= klappen).

## Trivia
Bij de wedstrijden die de herbergiers vroeger uitschreven, was soms een prijskliek met zilveren kolf te winnen. Een bekende meester in dit zogeheten prijskolven was Appie Richter, kruier en oesterverkoper in de Kalverstraat te Amsterdam.